# Alfons II de Vilafermosa
Alfons II de Vilafermosa (1479 - Valladolid, 1513). II duc de Vilafermosa.
Fill d'Alfons VI de Ribagorça i la seva esposa Leonor de Sotomayor. Va tenir una filla il·legítima anomenada Elionor.
Heretà del seu pare el Ducat de Vilafermosa i, a la seva mort sense descendència, aquest passà al seu nebot Ferran, fill de la seva germana Marina d'Aragó.